# ベンジャミン・モレル
ベンジャミン・モレル（英: Benjamin Morrell、1795年7月5日 - 1839年）は、アメリカ合衆国のアザラシ漁船船長かつ探検家であり、1823年から1831年の間に主に南極海や太平洋諸島への一連の航海を行い、その体験を『4つの航海の話』という話題の多い回顧録に記録した。同時代人の中でのモレルの評判は虚偽と空想のものであり、特に南極での経験に関する証言は、一部ゴーストライターの書いたものとして、地理学者や歴史家の間で議論になってきた。
モレルは若い時から波乱の多い人生を送り、12歳で海に逃げ出し、米英戦争の間には2度イギリスに捕まって投獄された。その後は水夫として船に乗組んだ後、一等航海士に指名され、さらに後にはニューヨークのアザラシ漁船ワスプの船長となった。1823年、ワスプを駆って亜南極海域まで長期航海を行い、その後にその評判を巡って論争の大半が起きた4つの航海の最初のものになった。ブーベ島に最初に上陸したこと、ウェッデル海を南緯70度まで進行したこと、ありそうにないくらい高い緯度で3,500海里 (6,500 km) の距離を異常な速さで進んだこと、ニューサウスグリーンランドと呼んだ陸地の海岸線を発見したこと、などその主張したことの多くは、疑われ、あるいは嘘だと分かってきた。後の3回の航海は別の船に乗っており、それほど議論の対象になっていないが、様々な出来事に関する叙述は、空想の産物あるいは馬鹿げた話だとして無視されてきた。モレルはその話の中に他人の経験を入れるという癖があると認められており、その信頼性の無さはさらに悪い方向に進みもした。
モレルは「地理学者にとっての躓きの石」であるが、特定の著作家や歴史家から弁護されてもいる。彼らはモレルの疑わしい主張にその理由を見い出し、基本的な正直さを認めてもいる。モレルの同時代人は彼に対して寛大ではなかった。その不誠実という評判は、本の出版後に海での経歴を続けようという試みには障害となり、雇用されるのが次第に難しくなっていったのを理解した。モレルは太平洋に戻る途中の1839年、モザンビークで罹った熱病で死んだと考えられている。

## 生い立ちと初期の経歴

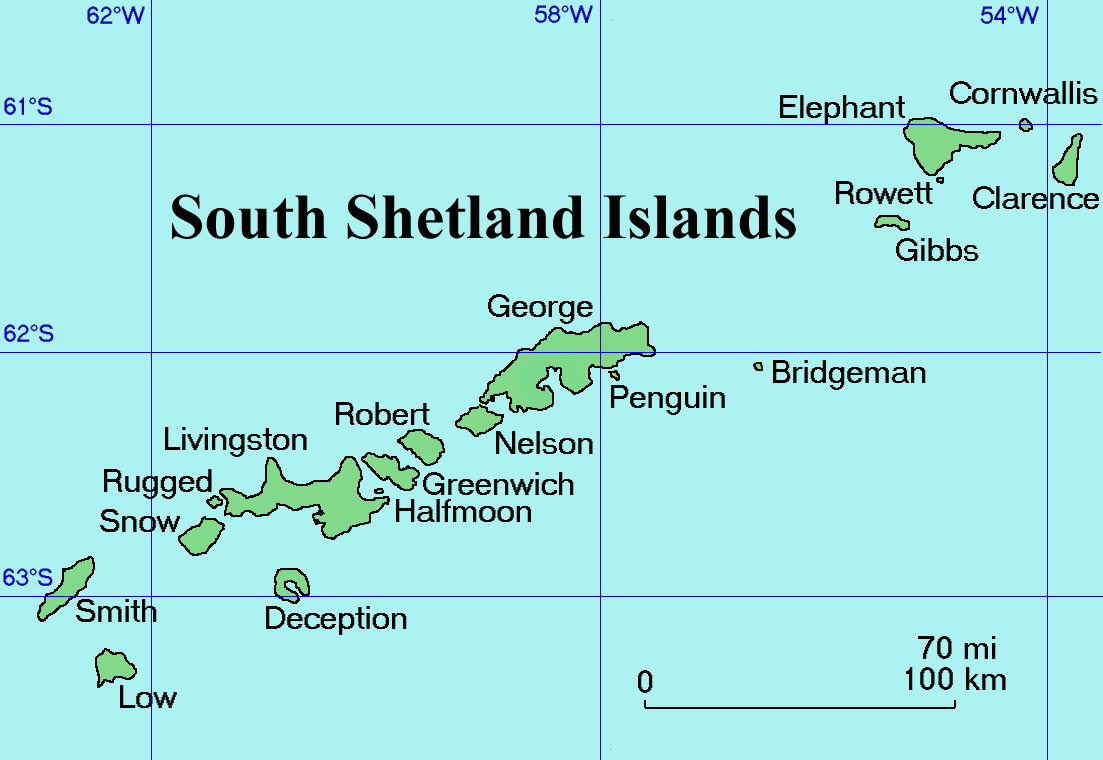
サウス・シェトランド諸島、モレルが最初に南極海を冒険したところ

モレルは1795年7月5日に、アメリカ合衆国ニューヨーク州ウエストチェスター郡ライ市で生まれた。父はやはりベンジャミンという名であり、ライの造船所で雇われていた。モレルは最小限の教育を受けた後に、12歳の時に「私の家族の誰にも暇乞いするでもなく、他の誰一人として私の目的を告げるでもなく」海に逃げ出した。モレルが海に出ている間に勃発した米英戦争のとき、イギリス軍に2度捕まえられた。最初に小麦を積んだ貨物船に乗ったときに、ニューファンドランド島のセントジョンズ沖で差し押さえられ、8か月間拘束された。2回目の航海ではイングランドのダートムーアにある牢獄で2年間を過ごすことになった。釈放された後には海での経歴を続け、船の士官になるには教育が無かったので、普通の水夫として過ごしていた。モレルに目を掛けてくれた船長ジョサイア・メイシーが、士官として資格を得るために必要な事項を教えてくれ、1821年にはアザラシ漁船ワスプの一等航海士に指名された。船長はロバート・ジョンソンだった。
ワスプは、3年前にイギリスのウィリアム・スミス船長が発見していたサウス・シェトランド諸島に向かった。モレルはこの諸島の話を既に聞いており、そこに行くことを切望していた。航海中に一連の「異例の冒険」に巻き込まれた。それにはあやうく溺れそうになったり、乗っていた小さなボートが強風で母船から50海里 (93 km) も吹き流され遭難しかかったことや、ワスプが氷に捉えられたときに脱出するための動きを指示したことなどが含まれていた。ニューヨークに戻ってからの日々に、モレルがワスプの船長に指名され、ジョンソンはスクーナーのヘンリーの船長になった。この2隻は合同で南極海に戻り、アザラシ漁、交易、探検を任務とし、「都合の良い条件下にあれば、南極点に行き着く実行可能性を確認する」こととされていた。

## 4回の航海

### 最初の航海: 南極海と太平洋
ワスプとヘンリーは1822年6月21日にニューヨークを出港し、フォークランド諸島までは船隊を組んだままだった。その後は別行動となり、ワスプはアザラシの猟場を探して東に進んだ。この航海のその後の数か月で南極海と亜南極に関するモレルの証言が議論の対象になっている。その動いた距離、達した緯度、および発見したと主張するものが、不正確だ、あるいは不可能だと異議を出され、同時代人の間で嘘つきだという評判に根拠を与え、後の著作家によって大いに批判されることになった。

#### 南極海

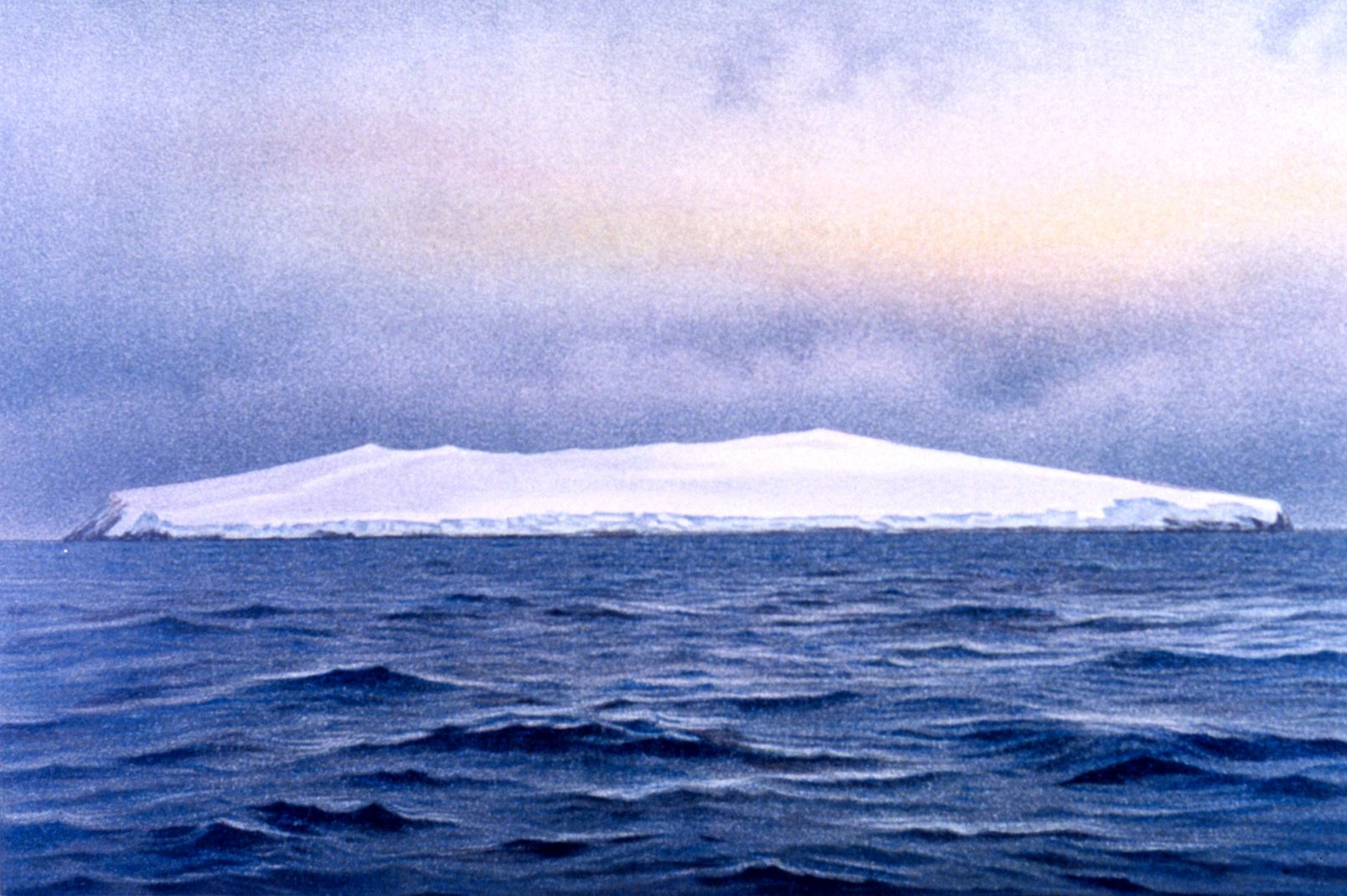
ブーベ島、1898年の写真

モレルの日誌では、ワスプが11月20日にサウスジョージアに到着し、続いて東に孤立したブーベ島に向かった。そこは南アフリカと南極大陸のほぼ中間にあり、世界で最も離れた島だと知られている。1739年にフランスの航海者ジャン＝バティスト・シャルル・ブーヴェ・ド・ロジエによって発見されたが、その位置に関する情報が不正確だった。1772年、ジェームズ・クック船長はその島を見つけられず、それが存在しないものと判断した。次にブーベ島が視認されたのは1808年のことであり、イギリスのアザラシ漁船の船長ジェイムズ・リンゼイとトマス・ホッパーが島に達して、正確な位置を記録したが、上陸はできなかった。モレルは、自身の証言に拠れば、造作もなく島を見つけており、歴史家のウィリアム・ミルズの言葉では「ありそうにない容易さで」ということになるが、その後上陸してそこでアザラシを狩った。モレルは、その後の長々しい叙述の中でも、島の最もはっきりした特徴であるはずの万年氷で覆われていることに全く触れていない。このことで、評論家の中に、実際にモレルが島を訪れたのかを疑う者が現れた。

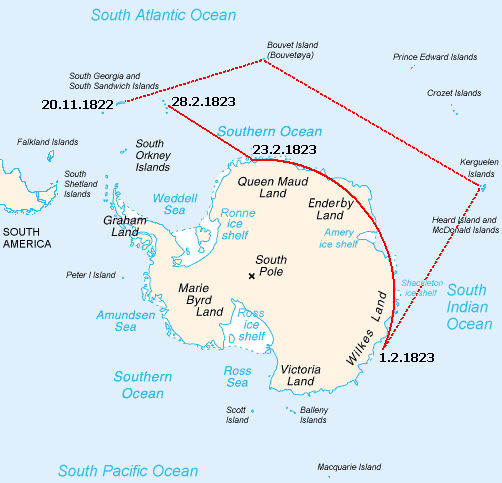
ワスプの辿った航跡、1822年11月20日から1823年2月28日まで、モレルの主張に基づく。帰りの旅の大半は南極大陸の上になっている

ワスプはブーベ島を出た後に東に向かい続け、12月31日にケルゲレン諸島に到着して、11日間滞在した。その後の航海は南と東に向かい、1823年2月1日の位置を南緯65度52分、東経118度27分と記録した。ここでモレルは11ノット (20 km/h) の風を受けたことを生かし、船を転じて西に向かったと言っている。モレルの日誌では、日付の無い日にその位置を南緯69度11分、東経48度15分と記録したことを除き、2月23日までは記述が無い。この日にグリニッジ子午線を通過したと記録していた。歴史家達は、東経118度から0度まで約3,500海里 (6,500 km) という長い距離を、氷の多い海で偏西風に逆らって、それほど速く行けるものか疑ってきた。元イギリス海軍のナビゲーターであるルパート・グールドなど著作家の中には、モレルの主張する速度と距離がもっともらしいと論じている者がいるが、モレルが日付なしに言う中間の経度は、後に南極大陸のエンダービーランドの内陸に当たることが示された。グールドは南極大陸のこの部分の大陸境界が分かって来る前の1928年に、エンダービーランドにはその南に海峡がある島であるという前提で、モレルの主張を支持すると記していた。グールドは、「未来のある時点でエンダービーランドが南極大陸の一部であると分かる日が来れば、モレルの最も常習的な支持者も必然的に、スポンジを投げなければならなくなる」と記している。
モレルに拠れば、ワスプは2月28日にサウスサンドウィッチ諸島に到着した。モレルがその日そこに居たことは、テューレ島の港に関する記述で裏付けられており、20世紀初期の遠征で確認された。モレルは航海の次の段階で、ワスプを南に向け、そのときは海にはほとんど氷が無く、南緯70度14分まで達した後に、船のストーブのための燃料が足りなくなっていたので、3月14日に北に転じたと記録している。この航海は、モレルの証言が真実ならば、南極圏の内側に入った最初のアメリカ人船長ということになる。この燃料欠乏が無ければ「ほとんど疑いも無く、南極点あるいは南緯85度まで真っ直ぐ進むという栄光を成し得た」はずだと考えたと言っている。モレルがそれほど南に進んだと主張することについて、1か月前にジェイムズ・ウェッデルが同様なルートを航海していたことで、ある程度の信用ができる。ウェッデルはモレルと同様に、海にはほとんど氷が無く、南緯74度15分に達した後に退却したと報告した。ウェッデルが南極点は開けた海にあるという考えを表明した言葉をモレルも繰り返しており、モレルのは証言はこの時点から9年後に書かれていた。地理学者のポール・シンプソン＝ハウスリーは、ウェッデルの証言が1827年に出版されていたので、モレルはウェッデルの経験を盗用したかもしれないと、示唆していた。

#### ニューサウスグリーンランド
モレルは次に、最南端に達した地点から北に転じてからの日に、南緯67度52分西経44度11分の地域で大きな陸地をどのように視認したかを記述している。モレルはこの陸地を「ニューサウスグリーンランド」と呼び、その後の数日間でワスプは300海里 (560 km) 以上の海岸を探検したと記録している。モレルはその地形について生き生きと記述しており、多くの野生生物も見たとしている。そのような陸地は存在していない。他にもこの地点あるいはその近くで陸地を見たというのは、1842年のジェイムズ・クラーク・ロス卿の遠征で報告されたが、これも想像のものだと分かった。1917年、スコットランドの探検家ウィリアム・スペアズ・ブルースがこの地域の陸地の存在について、「絶対的に無いことが証明されるまでは否定されるべきでない」と記していた。その時点までに、ヴィルヘルム・フィルヒナーとアーネスト・シャクルトンの双方が、それぞれ氷に捉われた船でニューサウスグリーンランドを視認したとされる地点近くを漂流し、陸地の兆候は無かったと報告していた。モレルが見たものは実際には南極半島の東海岸であり、その見たという地点からは400海里 (740 km) ほど西に離れていたという見解が示唆されてきた。これはすなわち位置測定の誤差が経度で少なくとも10度あるということであり、サウスサンドイッチ諸島を出た後のモレルの航跡を完全に修正することになる。モレルがこの出来事を創作したのではないとするならば、彼は蜃気楼を見たのだというのが可能性ある説明となる。

#### 太平洋航海と帰還
3月19日、モレルは「ニューサウスグリーンランドの陰鬱な海岸に別れを告げ」、南極から遠ざかって、その後二度と戻って来ることはなかった。航海の残る段階について、太平洋の1年間に及ぶ巡航についても議論は無い。ワスプはガラパゴス諸島に行き、ファン・フェルナンデス諸島にも行った。そこは1世紀前にスコットランド人の水夫アレキサンダー・セルカークが置き去りにされて、ダニエル・デフォーの小説『ロビンソン・クルーソー』の題材となる生活をした所である。ワスプは1824年5月にニューヨークに戻った。

### その後の航海

#### 第二の航海: 北太平洋と南太平洋
モレルは第二の航海のために、新しい船ターターに乗り組み、1824年7月19日にニューヨークを発って太平洋に向かった。その後の2年間で、ターターはまずマゼラン海峡からブランコ岬（現在のオレゴン州）までアメリカ大陸の海岸線を探検した。その後は当時サンドイッチ諸島と呼ばれていた西のハワイに向かった。そこでは40年近く前にジェームズ・クック船長が死んでいた。その後のターターはアメリカ海岸に戻り緩りと南に辿ってマゼラン海峡に至った。

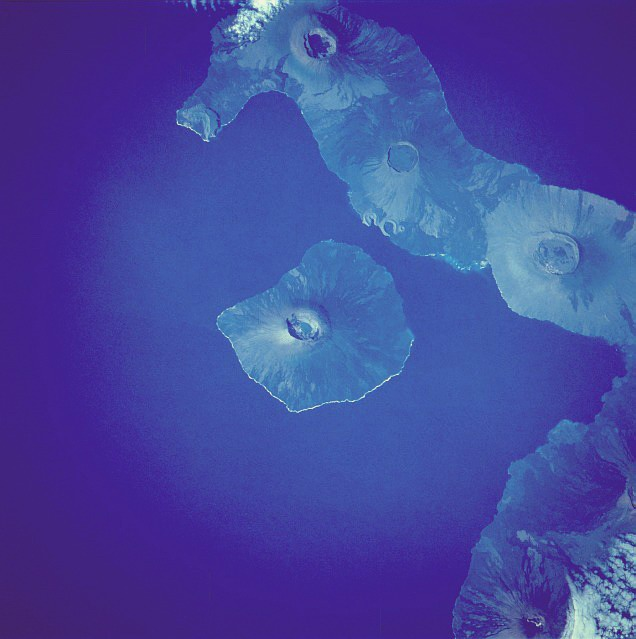
ガラパゴス諸島フェルナンディナ島、そこでモレルは1825年2月14日に物凄い火山の噴火を目撃した

モレルの日誌に記録されている目撃した出来事の中には、シモン・ボリバルの解放者によってペルーの主要港であるカヤオ包囲戦や、1825年2月に訪れていたガラパゴス諸島フェルナンディナ島での物凄い火山の噴火があった。当時はナーボロー島と呼ばれていたフェルナンディナ島は2月14日に噴火した。モレルの言葉では「天が1つの炎となり、何百万と言う流れ星、隕石と混じり合った。炎はナーボローの頂上から少なくとも2,000フィート (600 m) にも上った」と記した。モレルは、気温が123 °F (51 °C) にも達し、ターターが海に流れ込む溶岩流に接近すると、水温は 150 °F (66 °C) に昇ったと記録している。乗組員の中には熱気で倒れる者もいた。
モレルはまた、カリフォルニアの沿岸で行った狩猟の旅で、地元民との小競り合いに始まったものが、全面的な戦闘に発展し、原住民17人が死に、ターター乗組員も7人が負傷したと言っている。モレルは矢を太ももに受けて、その負傷者の中に入っているとも主張している。サンフランシスコを訪れた時のことについて、「住民は主にメキシコ人とスパニアードであり、怠惰であり、その結果として大変不潔だった」と記している。ガラパゴス諸島を再訪し、オットセイとテラピン（食用カメ）を狩猟した後、ターターは1825年10月13日に緩りとした帰途についた。太平洋を離れるときに、モレルは個人的にアメリカの太平洋岸にあるあらゆる危険性を試し識別したと主張した。ターターは最終的に1826年5月8日に、6,000頭のオットセイを主な荷物にしてニューヨークに戻って来た。この積荷はさらに多くを明らかに期待していたモレルの雇主を喜ばせなかった。「私のオーナーからの出迎えは冷たく不快だった」とモレルは記しており、「ターターは銀や金を積んで戻っては来なかったので、それ故に私のした苦心や味わった危険は何にもならなかった。」と続けていた。

#### 第三の航海: 西アフリカ海岸

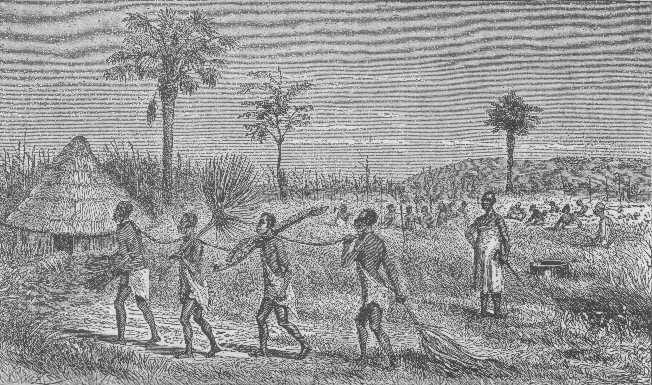
19世紀アフリカ人奴隷の様子

1828年、モレルはクリスチャン・バーグ & Co. によって、スクーナー アンタークティックの指揮を任されたと記録している。この船はモレルが以前に南極海で挙げた功績を称えて名付けられていた。アンタークティックは1828年6月25日にニューヨークを離れ、西アフリカに向かった。その後の数か月で、モレルは喜望峰からベンゲラ（アンゴラ）まで広範な測量を実行し、内陸にも何度か短い紀行を行った。モレルはこの海岸の商業的な可能性について印象を受け、「ここ周辺ではヒョウ、キツネ、牛など多くの種類の毛皮や、ダチョウの羽根と貴重な鉱物を入手できる」と記録している。イチャボー島では、グアノの巨大な堆積物を発見しており、厚さは25フィート (7.5 m) あると報告した。そのような商業機会を目にしたモレルは、3万ドルも投資すれば2年の内に「100倍から150倍にも」利益を生み出すと記録している。
この航海の間、モレルは奴隷貿易を数回目撃したと記録している。最初はカーボベルデ諸島であり、ヨーロッパ、アフリカ、アメリカ各大陸からほぼ等距離にあるという特異な位置づけ故に、当時は奴隷貿易の中心だった。モレルは奴隷の状態が悲惨なものであることが分かったが、彼らの音楽に対する情熱を観察し、「奴隷の足かせが擦れて受ける痛みですら和らげられる」と記している。この航海の後の段階では、鞭うちの結果として死の苦しみにある2人の女奴隷を見たことなど、「恐ろしい野蛮さ」と叙述しているものを目撃した。その日誌の中では奴隷制度の悪について長々と独白した後、「その悪の根源、源、基礎は、貧しい黒人そのものの無知と迷信である」と結論付けている。交易という見地から、この航海は想像をはるかに上回る成功であり、1829年6月8日に帰郷を決めた。7月14日、ニューヨークに到着した。

#### 第四の航海: 南氷洋と太平洋

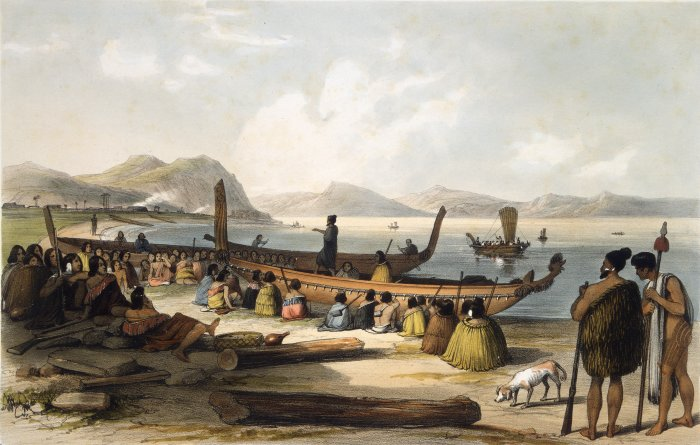
戦士を乗せた太平洋の戦争のカヌー。モレルの隊は太平洋の島々での小競り合いの間に同様な武装船に出逢った

アンタークティックは1829年9月に、モレルとしては第4の航海のためにニューヨークを発ち、太平洋に向かった。このときはモレルの妻が主張してモレルに同行し、航海から戻ったときにその経験の備忘録を準備した（ゴーストライターはサミュエル・ナップだった）。彼女の宣言していた目的は「アメリカ水夫の状態に関する改善」だった。この妻はモレルの2度目の妻だった。最初の妻は1819年に結婚し、モレルが第1の航海に出ていた1822年から1824年の間に、2人の子供死んでいた。モレルは直ぐに当時15歳の従妹であるアビー・ジェイン・ウッドと結婚した。
最初に寄った港はニュージーランドの南にあるオークランド諸島であり、モレルはそこでアザラシを大量に捕獲できると期待していたが、その海域には何もいないことが分かった。その後は北の太平洋に向かい、その後の数か月でアンタークティックは現在ミクロネシアと呼ばれる多島海で、島の住人との激しい小競り合いに巻き込まれた。そのうちの1つは大きな戦闘にまで発展し、モレルの表現では「虐殺」になった。その証言は空想の産物だと無視されており、むしろ負傷した乗組員の1人によるより直接な記録が残されている。このような経験をしても、モレルが競争の無い商売の可能性と見たものを実行するために、これらの島から戻ろうとすることはなかった。ヌクオロ環礁の原住民からさらなるアンタークティックへの攻撃を受けてもこれを鎮圧し、刃物類、安物の宝石類やその他原住民が見たこともなかったであろう金属製道具など工芸品と引き換えにモレルは彼らから島を購入した。モレルの意図は、この海域に多い「ビシェ・ド・メール」すなわち中国の市場で高額で売ることのできる食用ウミウシを収穫することだった。束の間の和平があった後、モレルが島に築いた砦が再度攻撃され、原住民の「抑えられない執念深さと絶え間ない敵意」の故に、モレルはその事業を放棄することに決めた。
モレルは商業的な成功が無かったにも拘わらず、その帰還の途では、太平洋における将来の可能性について楽観的なままだった。「出資者の僅かな分け前でもあれば、我が国がこれまで享受してきた以上に魅力的な新しい交易の道を開くことができ、さらにそれが私の権限の内に入り、私の望む条件で私だけが独占を確保できる」と記した。モレルはその証言の最終段で、妻の父、彼の叔母と叔母の子供が全て彼の留守中に死亡し、従妹の一人とその夫も死んだと記録している。

## 余生、死、記念

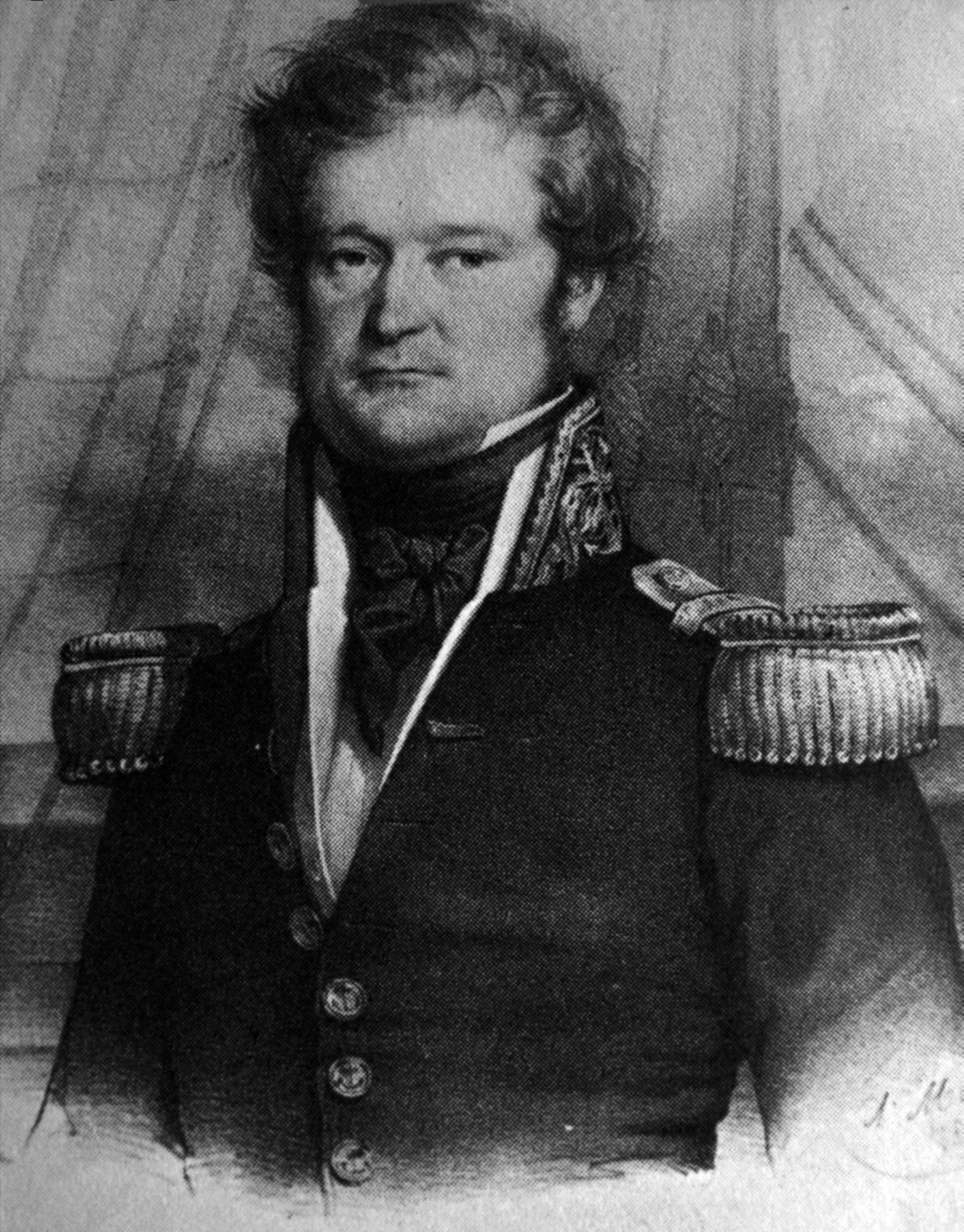
ジュール・デュモン・デュルヴィル、1837年にモレルを採用しなかった

モレルはニューヨークに戻った後で、過去9年間の航海の詳細証言である『4つの航海の話』を書きあげ、1832年に出版した。この本はモレルの日誌に基づいていたが、最終稿の大半はジャーナリストのサミュエル・ワーズワースがモレルのために代筆した可能性が強い。この本が出版された時の受け止められ方について特に記録は無いが、探検家かつジャーナリストであるジェレマイア・レイノルズがモレルの仲間で探検家のナサニエル・パーマーに宛てて、この証言は真実というよりも詩に近いとコメントしたことが残されている。しかし、数年後にエドガー・アラン・ポーがその著書『ナンタケット島出身のアーサー・ゴードン・ピムの物語』を書いた時に（1838年）、この本から（さらに他の海洋小説から）多くを引用している。
モレルの海での仕事はその後も続き、先ずスクーナーのメアリー・オークリーで太平洋に航海した。この船はマダガスカルの海岸で難破した。その後、ロンドンを本拠にするエンダービー兄弟の海運会社に雇用されようとしたが、チャールズ・エンダービーは「モレルについて多くを聞いており、彼と共に仕事をしてもうまく行かないと考えた」と言った。それから数年後、ジュール・デュモン・デュルヴィルが率いたフランスのウェッデル海遠征隊に応募したが、再度希望する人材ではないとされた。1839年には太平洋に戻ろうとしたが、モザンビークで熱病に罹り、そこで死んだ。43歳あるいは44歳だった。
モレルの短期間の南極探検を記憶させるものとして、南緯59度27分西経27度19分のモレル島があり、サウスサンドイッチ諸島の南トゥーレ島群にあるテューレ島の別名となっている。モレルは太平洋を旅した間に、その海図には載っていない一群の島に出逢い、新しい発見だとして、ニューヨークの知人の名前からウェスターベルト、バーグ、リビングストン、スキディと名付けた。1つの島はモレルの幼児だった息子から「ヤング・ウィリアム・グループ」と名付けた。これらの名前のどれも現在の地図には載っていないが、「リビングストン・グループ」はナモヌイト環礁、「バーグズ・グループ」はチューク諸島（ミクロネシア）だと同定されている。

## 評価
モレルは地理学者、歴史家、評論家の間でその評価が分かれている。同時代人の中での評判は「太平洋の最大の嘘つき」であり、『4つの航海の話』の語り調子は彼を真剣に捉えさせないようにしていた。しかし、他の者は、彼が公平に評価されていないと考えてきた。ルパート・グールドは、「彼は自慢屋でほら吹きだったかもしれないが、彼が意図的な嘘つきだった証拠は無い」と記している。実際に、モレルの本は多くの正確なことと貴重な情報を含んでおり、例えば、イチャボー島でグアノ堆積物を発見したことは、繁栄する産業の基礎になった、とグールドは主張している。クロノメーターを持っていなかったことは、最初の航海で南極海を進んだ時の位置測定で度々誤りを犯した理由かもしれない。この話のある時点で、モレル自身が「航海用と計算用の様々な器具が不足していること」を宣言している。しかし、グールドは、モレルがクロノメーターを必要とする「観測によって」その位置を計算することに触れているので、この説明を否定した。ヒュー・ロバート・ミルは、モレルが日付や場所について曖昧であったかもしれないが、「彼は実際に航海したのであり、...出版当時にまだ生きているあまりに多くの者の名前に言及しているので、事項を疑わせたままにはしておかないことになり、我々は疑うことができない」と言っている。ミルは、ある男は無知で自慢好きであるかもしれないが、それでもしっかりした仕事をするのであると付け加えており、この点については、歴史家のW・J・ミルズもデマの混乱の中に真実の小さな塊を指摘している。
モレルの話がどれほど信用できるものかという問題は、その著書の「広告」序文における彼自身の証言で、他の者の経験を彼の証言の中に取り込んだことを認めていたことで複雑になった。ポール・シンプソン＝ハウスリーは、モレルが1823年にブーベ島を訪れたことの詳細は、1825年にジョージ・ノリス船長が訪れたときの記録から引用した可能性があることを示唆している。モレルのウェッデル海の叙述は、ジェイムズ・ウェッデルの叙述を模倣したとすれば、同様に説明できるかもしれない。この本のスタイルはグールドが、「...単純に恐ろしい、アンドリュー・ジャクソンの時代の翼を広げたワシの形をした（誇大な愛国主義）地方新聞のスタイル」と表現している。グールドは、モレルの同時代人が「自由に生まれたヤンキーの愛国者」のスタイルで書くことを期待していたのであり、そうでなければ疑いの目で見られたであろうという考えからこれを説明している。ヒュー・ロバート・ミルはモレルのことを「手の付けられないほどに虚栄心が強く、自伝的ロマンの英雄ほどに大いに自慢屋である」と言ったが、その著作自体は「最も楽しませるものである」としている。これら著作家の誰も、モレルの著作がゴーストライターのものだとは言っていない。グールドはこの可能性を肯定的に計算に入れているようにも見える。
W・J・ミルズはモレルの著作を「大作で、熱心で、幾らか退屈」と見たが、これをモレルの基本的完全性を支持する証拠として使い、「この本の全体的スタイルは...モレルの物語が少なくとも全体の意図において、正直なものであることを示唆している」としている。ミルズが特に関心を寄せる南極での発見に関して、特別の強調が行われていないことを指摘している。モレルは南極遠征を特別注目すべきことと見ていなかったのであり、「ニューサウスグリーンランド」の発見はモレル自身ではなく、1821年にジョンソン船長が発見したことにしている。最後にジェレマイア・レイノルズは、パーマーに宛てた警告にも拘わらず、その議会に対する報告書『太平洋の島、環礁、砂州に関する報告書』の中にモレルの太平洋における発見を含めた。このことをシンプソン＝ハウスリーは確かに褒め言葉だと言っている。